# 前廃帝 (南朝宋)
前廃帝（ぜんはいてい）は、南朝宋の第5代皇帝。姓は劉、諱は子業、小字は法師。

## 生涯
元嘉26年（449年）正月、武陵王劉駿の長男として生まれた。父の劉駿は江州刺史として尋陽に出向したが、子業は建康にとどまっていた。
元嘉30年（453年）、劉劭が文帝を殺害して帝を称すると、子業は侍中下省に監禁され、殺害されそうになったことも一再ではなかったが、なんとか無事に切り抜けた。孝武帝（劉駿）が即位すると、孝建元年（454年）正月に皇太子に立てられた。大明8年（464年）閏5月、孝武帝が崩御すると、子業は皇帝に即位した。
景和元年（465年）8月には自ら衛兵を率いて劉義恭・柳元景・顔師伯らを殺害し、9月には劉子鸞に死を賜り、11月には何邁を獄死させ、沈慶之を殺害するなど、宗室や高官を次々と処断した。また母の王太后が危篤の際には、「病人のところには鬼が出る」などと称して見舞いにもいかなかった。このような行動のために子業は宋朝における人望を失った。
叔父の湘東王劉彧が腹心の阮佃夫・李道児らと謀って、この年の11月29日に後堂で子業を殺害した。

## 后妃
- 皇太子妃：何令婉（贈献皇后）
- 皇后：路皇后
- 側室：貴嬪劉英媚 - 文帝の十女（叔母に当たる）の新蔡公主、謝を改姓した。
- 側室：羊良娣 - 南中郎長史羊瞻の娘
- 側室：袁保林 - 宜都郡太守袁僧恵の娘

## 登場作品
テレビドラマ
- 鳳囚凰 〜陰謀と裏切りの後宮〜（2018年、演：チャン・イージェ）

## 伝記資料
- 『宋書』巻7 本紀第7 前廃帝
- 『南史』巻2 宋本紀中第2 前廃帝